# Баия-даш-Гаташ
Баия-даш-Гаташ — деревня на северо-восточном побережье острова Сан-Висенти в Кабо-Верде. (Остров расположен в 260 км к северо-западу от Праи).
Деревня находится в 10 км к востоку от города Минделу, столицы острова. Окружающая местность гористая и безлесная, имеются луга и плантации акации. На берегу бухты в деревне расположен пляж Praia Grande.
Имеется автодорога, проходящая через горы и связывающая деревню с Минделу и аэропортом Сан-Педро (расположен в 17 км к юго-западу, на другом конце острова).

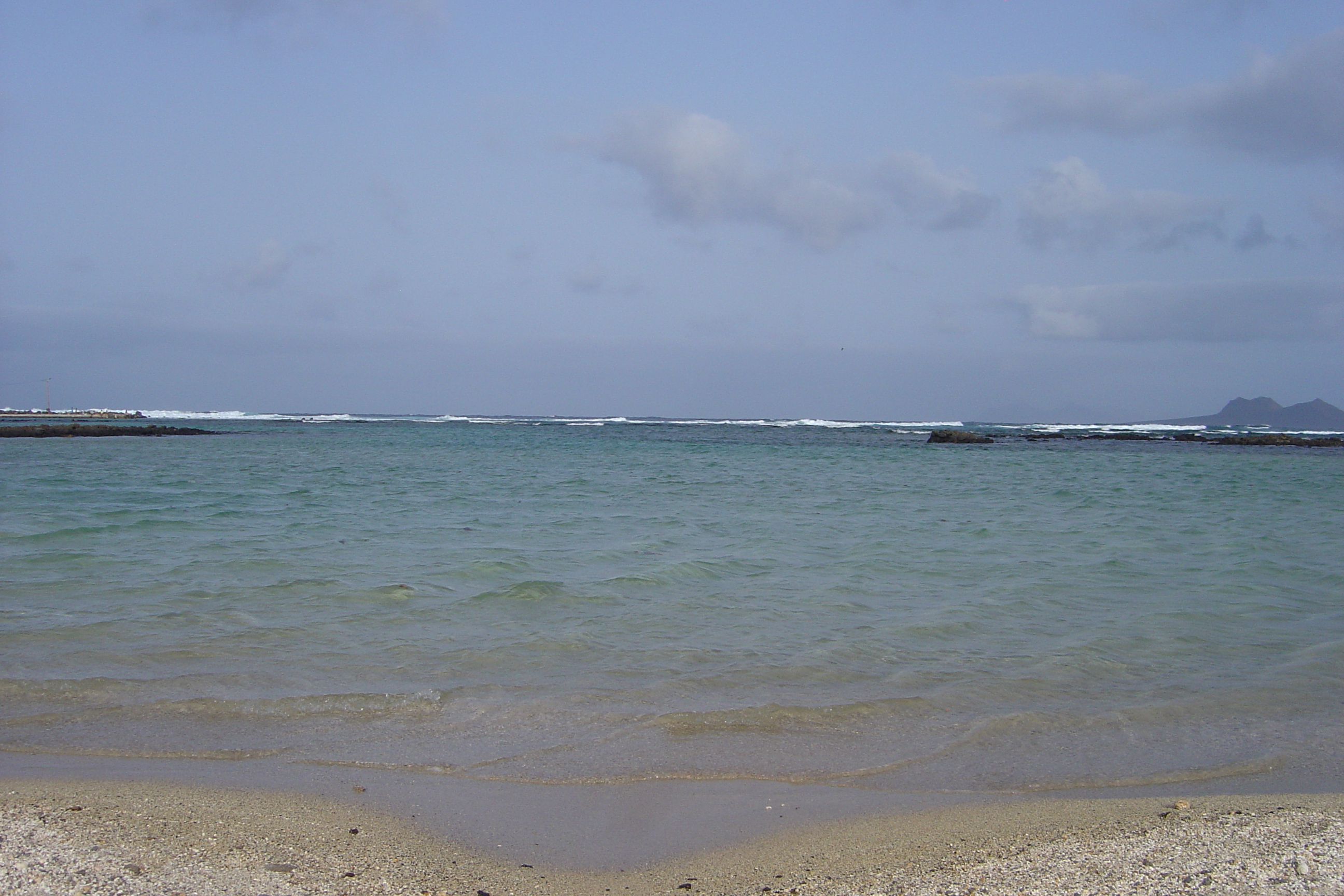
Пляж

## Этимология
Байа дас Гатас с португальского — залив Гатаса. Гатас — название, которое дали местные жители акулам, живущим в относительно мелких водах залива. Акула имеет массу не более 2 кг и окрашена в песчаный цвет.

## Музыкальный фестиваль
С 1983 года Festival de Música da Baía das Gatas проходит каждый год в первые выходные августа. Толпы собираются на берегу и слушают местную и международную музыку. Фестиваль также содержит различные культурные программы.

## Ближайшие общины и географические объекты
- Саламанса, северо-западнее
- Монте Верде, юго-западнее
- Мадейрал, южнее
- Praia do Norte, западнее